# Europamästerskap i innebandy
Europamästerskap i innebandy spelades flera gånger under 1990-talet. Ett officiellt EM för herrar och ett öppet EM för herrar samt ett dito för damer avgjordes åren 1994–1995. Därefter lades turneringen ner till förmån för turneringarna VM i innebandy för damer vartannat år från 1997 och framåt och VM i innebandy för herrar vartannat år från 1996 och framåt.

## Historik

### 1994
EM i innebandy spelades på herrsidan i maj 1994. Finland var arrangör, och både gruppspel och slut spelades i Helsingfors. Under turneringen spelade Sverige sin första herrlandskamp någonsin mot Ryssland (seger 14–1 i öppningsmatchen under gruppspelet).
I turneringens final möttes Sverige och värdlandet Finland. Inför 1 427 åskådare vann Sverige finalen med siffrorna 4–1. Schweiz kom på tredje plats efter vinst i bronsmatchen mot Norge med 4–2. Totalt deltog åtta europeiska landslag i turneringen.

### 1995
En öppen tävling, där Japan deltog, spelades 14–20 maj 1995 i Schweiz både för herrar och damer. 1995 spelades herrturnering och damturnering inte bara på samma orter, utan även samtidigt.
I herrturneringen mötte Sverige för första gången landslag från Tjeckien, Ungern och Estland. Efter stora svenska segrar tidigare i turneringen blev finalen en dramatisk tillställning. Inför 2 820 åskådare i Zürich vann Finland över Sverige efter straffläggning. I matchen om tredje pris vann Schweiz med 3–3 efter straffläggning mot Ryssland. Totalt deltog elva landslag i herrturneringen.
I damturneringen vann Sverige efter 6–2 mot Schweiz i semifinalen och 8–2 i finalen mot Norge. Finland vann matchen om tredje pris efter seger mot Schweiz med 3–2. Totalt deltog tio landslag i damturneringen – samma länder som i herrturneringen minus Estland.

### Efterspel
Turneringen lades därefter ner till förmån för VM i innebandy. Denna nya mästerskapsturnering hade premiär 1996 på herrsidan och 1997 på damsidan.

## Herrar
| År   | Värdland | Guld    | Silver  | Brons   |
| ---- | -------- | ------- | ------- | ------- |
| 1994 | Finland  | Sverige | Finland | Schweiz |
| 1995 | Schweiz  | Finland | Sverige | Schweiz |

## Damer
| År   | Värdland | Guld    | Silver | Brons   |
| ---- | -------- | ------- | ------ | ------- |
| 1995 | Schweiz  | Sverige | Norge  | Finland |